# Lorenzochloa erectifolia
Genre
Espèce
Lorenzochloa erectifolia  est une espèce de plantes monocotylédones de la famille des Poaceae (graminées), sous-famille des Pooideae, originaire d'Amérique.
C'est la seule espèce du genre Lorenzochloa (genre monotypique).
Certains auteurs classent cette espèce dans le genre Ortachne.
C'est une plante herbacée, vivace, densément cespiteuses, aux tiges dressées pouvant atteindre 40 cm de haut, aux inflorescences paniculées.
Le nom générique « Lorenzochloa » est un hommage au botaniste argentin, Lorenzo Raimundo Parodi (1895-1966).